# Alain Lebeaupin

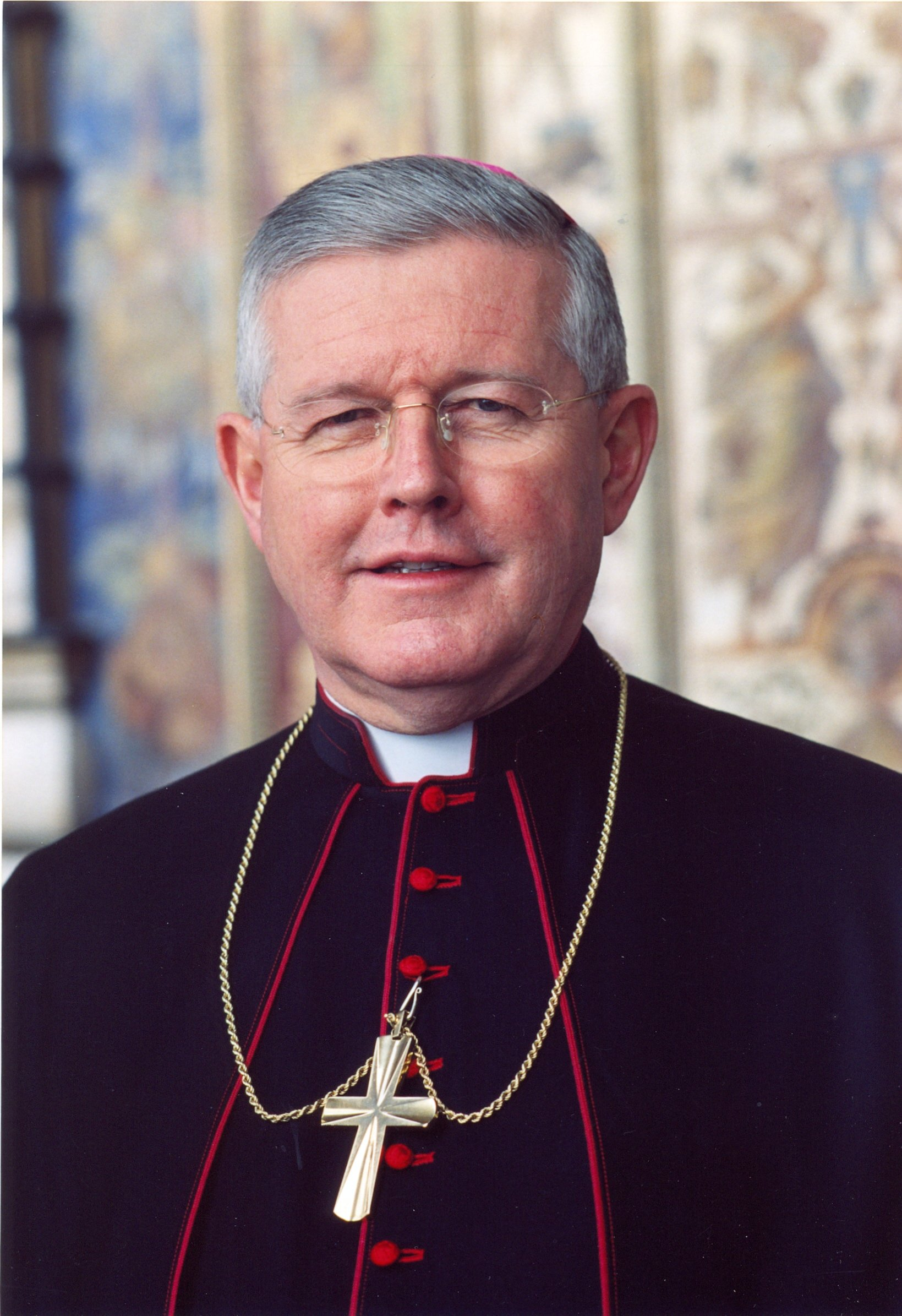
Erzbischof Alain Paul Lebeaupin (2011)

Alain Paul Charles Lebeaupin (* 2. März 1945 in Paris; † 24. Juni 2021 in Rom) war ein französischer Geistlicher, römisch-katholischer Erzbischof und Diplomat des Heiligen Stuhls.

## Leben
Alain Lebeaupin empfing nach seinem Studium am Päpstlichen Französischen Priesterseminar in Rom am 28. Juni 1975 durch Bischof Jean Mouisset das Sakrament der Priesterweihe für das Bistum Nizza. Anschließend absolvierte er ein Studium in Zivilrecht (PhD) und Kanonischem Recht (Master).
1977 trat er in die Päpstliche Diplomatenakademie ein und wurde 1979 für den Ständigen Beobachter des Heiligen Stuhls bei den Vereinten Nationen tätig sowie an den Nunitaturen in der Dominikanischen Republik (1982–1985) und Mosambik (1985–1989). Im Vatikan arbeitete er für das Staatssekretariat und von 1989 bis 1998 für die Organisation für Sicherheit und Zusammenarbeit in Europa (OSCE). Von 1996 bis 1998 war er zudem Vertreter des Heiligen Stuhls bei der EU.
Am 7. Dezember 1998 ernannte ihn Johannes Paul II. zum Titularerzbischof von Vico Equense und zum Apostolischen Nuntius in Ecuador. Die Bischofsweihe spendete ihm der Papst am 6. Januar 1999 im Petersdom; Mitkonsekratoren waren die Kurienerzbischöfe Giovanni Battista Re und Francesco Monterisi. Von 1998 bis 2005 war er Apostolischer Nuntius in Ecuador, anschließend Apostolischer Nuntius in Kenia und von 2005 bis 2012 Ständiger Beobachter des Heiligen Stuhls bei dem Büro der Vereinten Nationen in Nairobi. Papst Benedikt XVI. bestellte ihn 2012 zum Apostolischen Nuntius des Heiligen Stuhls bei der Europäischen Union.
Am 16. November 2020 nahm Papst Franziskus das von Alain Lebeaupin aus Altersgründen vorgebrachte Rücktrittsgesuch an. Am 27. März 2021 ernannte ihn Papst Franziskus zum Konsultor der Sektion für die Beziehungen mit den Staaten im Staatssekretariat.